# Métro léger d'Istanbul
Le métro léger d'Istanbul (ou Hafif Metro) est un des systèmes de transport en commun desservant la ville d'Istanbul, en Turquie. En 2025, il comprend deux lignes (désignées « M1 » et « T4 »).
Le réseau ferré de l'agglomération est complété par le métro, le réseau de tramway ainsi que deux lignes de chemin de fer desservant la banlieue, le long de la côte, côté Asie et côté Europe, réunies depuis octobre 2013 par la ligne Marmaray et son tunnel sous le Bosphore.

## Réseau actuel

### Ligne M1
La ligne « M1 » relie l'Aéroport international Atatürk (Havalimanı) à la station Aksaray et compte 18 stations sur un parcours de 19,6 km.

Les stations de la ligne M1

### Ligne T4

Les stations de la ligne T4

La ligne T4 a ouvert en 2007, reliant la vieille ville aux faubourgs du Nord. La ligne avait une longueur initiale de 12,4 km, dont 5,8 km en souterrain. Bien que classée en tant que « tramway » (T4), elle utilise le même type de rame que la ligne M1. En 2009, une extension de 2,3 km (jusqu'à la station « Topkapi ») fut inaugurée, permettant un transfert avec la ligne M1 et la ligne de tramway T1.